# شهر سامسونگ
شهر سامسونگ (به کره‌ای: 서초 삼성타운)، مجتمع اداری و پارک فناوری اطلاعات متعلق به گروه سامسونگ است، که در شهر سئول، کره جنوبی مستقر می‌باشد. مجتمع اداری سامسونگ توسط شرکت کون پدرسون فاکس طراحی شد و عملیات ساخت‌وساز این مجتمع نیز توسط شرکت سامسونگ سی اند تی به‌عنوان پیمان‌کار انجام شده است.
این مجموعه از سه ساختمان ۴۳، ۳۴ و ۳۲ طبقه تشکیل می‌شود، که بترتیب ساختمان‌های مرکزی شرکت‌های
سامسونگ الکترونیکس، سامسونگ سی اند تی و سامسونگ لایف بشمار می‌آیند.